# سونگ چینگلینگ (ورزشکار)
سونگ چینگلینگ (انگلیسی: Song Qingling؛ زادهٔ ۲۲ ژوئیه ۱۹۸۶) ورزشکار هاکی روی چمن اهل چین است.
وی در مسابقات کشوری و بین‌المللی در مجموع برندهٔ ۱ مدال طلا، ۲ مدال نقره شده است.